# Mengbaarheid

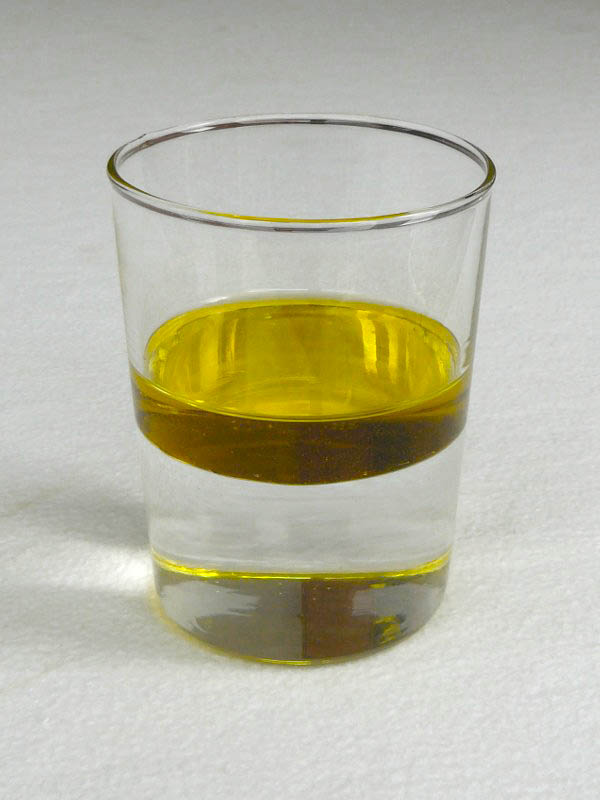
Tweelagensysteem van water en olie, twee onmengbare vloeistoffen

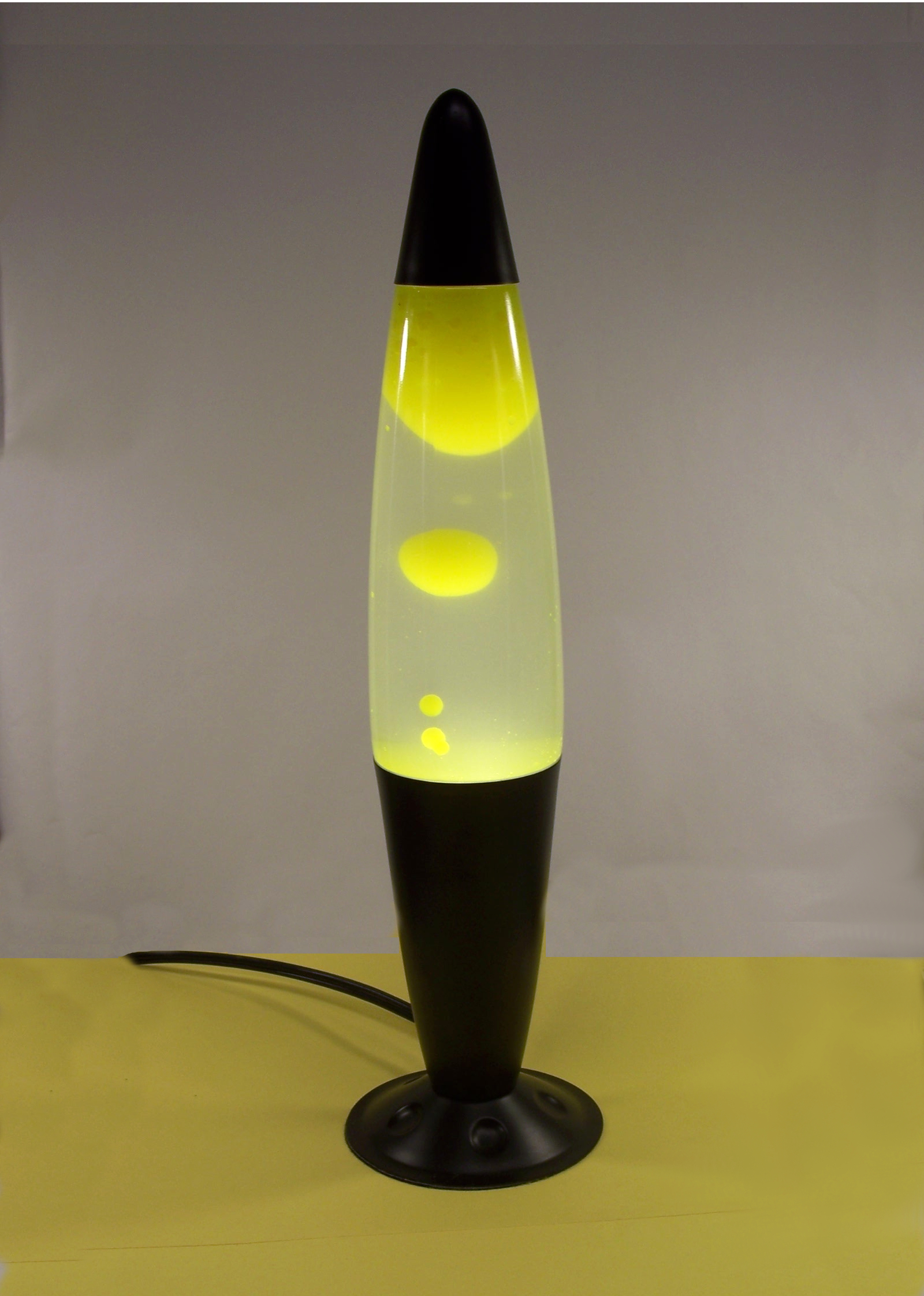
Een lavalamp maakt gebruik van de onmengbaarheid van twee vloeistoffen die door convectie in beweging worden gebracht.

Met de mengbaarheid wordt in de natuurkunde bedoeld of twee stoffen kunnen mengen om een homogene oplossing te vormen, onafhankelijk van de concentraties van beide stoffen. Meestal gaat het over twee vloeistoffen, maar de term kan ook bij gassen en vaste stoffen (zogenaamde vaste oplossingen) gebruikt worden.
Water en ethanol zijn bijvoorbeeld mengbaar in alle verhoudingen. Stoffen worden onmengbaar genoemd wanneer ze in een bepaalde verhouding niet één homogene oplossing vormen. Zo is di-ethylether redelijk oplosbaar in water, maar deze twee vloeistoffen zijn onmengbaar omdat water andersom niet oplosbaar is in di-ethylether. Als men ze bij elkaar giet, ontstaat een zogenaamd 'tweelagensysteem' (zie afbeelding).

## Mengbaarheid van organische verbindingen met water
In organische verbindingen bepaalt het massapercentage koolwaterstofketens de mengbaarheid met water. Zo heeft ethanol twee koolstof-atomen en is goed mengbaar met water terwijl het grotere octanol (C8H17OH) dit niet is. Vanwege zijn slechte mengbaarheid met water wordt octanol gebruikt als standaard in de chromatografie. Lipiden, die uit zeer lange koolwaterstofketens  bestaan, zijn onmengbaar met water. Ook in andere functionele groepen komt een vergelijkbaar verband tussen de lengte van de ketens en de mengbaarheid voor: azijnzuur (CH3COOH) is mengbaar met water, terwijl bijvoorbeeld valeriaanzuur (CH3(CH2)3COOH) onmengbaar is. Simpele aldehyden en ketonen zijn meestal mengbaar met water, omdat er zich een waterstofbrug kan vormen tussen een waterstofatoom in een water-molecuul en een ongebonden elektronenpaar van een zuurstofatoom in de carboxylgroepen van dergelijke moleculen.

## Mengbaarheid van vaste stoffen
Ook vaste stoffen zijn wel of niet mengbaar. Uit twee onmengbare metalen kan bijvoorbeeld geen legering worden gemaakt. Meestal zijn metalen echter wel mengbaar in de vloeibare fase. Als het vloeibare mengsel afkoelt tot de liquidus bereikt wordt en kristallisatie plaatsvindt zullen de twee metalen ontmengen. Een voorbeeld zijn de metalen koper en kobalt, door vloeibare mengsels van deze twee metalen snel af te koelen kan een GMR-materiaal worden gemaakt.
De mengbaarheid is afhankelijk van de entropie, daardoor komt mengbaarheid vaker voor als materiaal in een staat is van hogere entropie. Gassen mengen zeer goed, terwijl vaste stoffen over het algemeen slecht mengen. Uitzonderingen zijn bijvoorbeeld vaste oplossingen van koper met nikkel (cupronikkel, wordt gebruikt in munten en waterleidingen) of silicium met germanium (een belangrijke legering met toepassingen in de elektronica). Stoffen met extreem lage configuratie-entropie, vooral polymeren, zijn meestal zelfs in de vloeibare fase niet mengbaar met elkaar.